# Magdalena Aulina i Saurina
Magdalena Aulina i Saurina (Banyoles, 12 de desembre de 1897 - Barcelona, 15 de maig de 1956) fou una religiosa catalana, fundadora de l'Institut Secular d'Operàries Parroquials. Ha estat proclamada venerable per l'Església catòlica el 17 de desembre de 2022.

## Biografia
Nasqué a Banyoles, filla de Narcís Aulina, comerciant de carbó i llanes, i Carme Saurina, de profundes creences religioses. Molt religiosa, de petita acompanyava la seva germana major, que després fou monja carmelita, quan anava a fer caritat. El 1912, als quinze anys, Magdalena llegí una biografia de santa Gemma Galgani escrita per Germano Ruoppolo i en quedà impressionada. A partir de llavors, esdevingué devota de la Galgani, llavors serventa de Déu, i volgué seguir-ne l'exemple. Rebé la influència dels seus directors espirituals, el canonge Josep M. Carbó i el monjo de Montserrat Fulgenci M. Albareda.
En 1916 organitzà la devoció del Mes de Maria per als nens de la seva vila, a més d'un grup de catequesi a la seva parròquia. També sentí la seva vocació religiosa i pensà de seguir-la, però volgué fer-ho com a laica, igual que la Galgani. En 1921 emmalaltí del cor i cap al 1923 agreujà, fent pensar als metges que moriria aviat; pregava a Gemma Galgani i redactà una novena dedicada a ella; Aulina atribuí el seu guariment, sobtat i inexplicable per als metges, el 23 d'abril de 1923, a la intercessió de Gemma Galgani. Poc després, va tenir algunes visions místiques en les quals se li apareixia la santa italiana. Fou una ardent promotora de la devoció envers ella, i promogué l'erecció, el 1934, d'una font monumental dedicada a la santa a Banyoles, amb motiu de la seva beatificació.
En 1922, fundà a Banyoles el Patronat d'Obreres, que combinava el foment de la vida religiosa amb la formació humana i cristiana de les nenes i noies; oferia un lloc de recolliment i esbarjo per a les nenes a la sortida de l'escola o a les que no estaven escolaritzades, com també a les noies en sortir de la feina; especialment, per a aquestes s'oferia, a partir de quarts de vuit del vespre, classes d'alfabetització i formació professional, per augmentar les possibilitats de millorar-ne la vida.
En 1926 impulsà col·laborà en la construcció de l'església de la Sagrada Família a la Plaça de les Rodes, que fou el centre de l'activitat de catequesi del grup i hi organitzà un programa d'alfabetització. Poc després, amb donacions de famílies benestants, s'adquirí una casa on s'instal·la una residència i escola per a joves obreres a la que anomenà Casa Nostra; en 1929 s'hi començaren a fer classes diürnes i nocturnes i cursos de formació a l'estiu, amb una plantilla de catorze persones. En juliol de 1933, s'obrí un dispensari mèdic.
Per dur a terme aquestes tasques, des de 1931, Aulina i algunes de les noies que compartien el seu ideal de vida i d'apostolat començaren a viure en comunitat; eren: Montserrat, Carme i Soledat Boada, Montserrat i Roser Agell, Maria Cervera, etc., unes vint o trenta joves, a més de les col·laboracions en casos concrets d'altres famílies de la ciutat. El 1933, tres d'elles pronunciaren vots privats de castedat, pobresa i obediència.
El 1941, arran del conflicte amb el bisbe Josep Cartanyà, Aulina marxà a Navarra, on la comunitat continuà la seva activitat d'apostolat i catequesi i d'educació dels necessitats, i crearen la Pia Unió de Senyoretes Operàries Parroquials. Posat sota l'advocació de Gemma Galgani, Aulina volia que, com ella, els membres de l'institut també fossin laics. Ella mateixa fundà més cases de l'institut a Osca, la Rioja i València. En 1951 fundà una casa a Roma, i el 6 de novembre de 1962 la Santa Seu aprovà la congregació com a institut secular femení amb el nom Institut Secular d'Operàries Parroquials.
Magdalena Aulina havia mort a Barcelona el 15 de maig de 1956.

## Veneració
Magdalena Aulina ha estat declarada serventa de Déu. El procés de beatificació començà a Barcelona el 3 de novembre de 2006.